# Синя лінія (метрополітен Монреаля)
Синя лінія (метрополітен Монреаля) (англ. Blue Line (Montreal Metro) фр. Ligne bleue (métro de Montréal)) — одна з чотирьох ліній метрополітену в місті Монреаль, провінція Квебек, Канада.

## Історія
Будівництво лінії розпочалося у 1975 році, але у травні наступного року уряд Квебеку наклав мораторій на подальший розвиток метрополітену що призвело до повної зупинки будівельних робіт. Мораторій скасували лише у 1978 році а початкова ділянка з 5 станцій відкрилася лише 16 червня 1986 року. Наступного року була відкрита ще одна станція, та ще 6 станцій відкрилися у 1988 році, на цьому розвиток лінії зупинився. З моменту відкриття обговорюються різні варіанти розвитку лінії, але через великі витрати на будівництво нових станцій, жоден з проектів не був реалізований.

## Лінія
Маршрут лінії проходить з північного сходу на південний захід. Єдина лінія що не заходить в центр міста та має пересадку лише на одну лінію. Працює по буднях та у неділю з 5:30 до 0:45, у суботу працює до 1:15. Інтервал руху по буднях починається від 3 хвилин у години пік до 10 хвилин в інший час, у вихідні інтервал складає 8 — 11 хвилин.

## Станції
Всі станції на лінії підземні та мають берегові платформи. Станції з північного сходу на південь.
| Синя лінія                  |                          |                                               |                                                                       |                    |                 |        |
| Назва українською           | Назва англійською        | Пересадка                                     | Координати                                                            | Глибина закладення | Дата відкриття  | Вигляд |
| «Сен-Мішель»                | «Saint-Michel»           |                                               | 45°33′35″ пн. ш. 73°36′00″ зх. д. / 45.55972° пн. ш. 73.60000° зх. д. | 15,8 м             | 16 червня 1986  |        |
| «Д'Ібервілль»               | «D'Iberville»            |                                               | 45°33′13″ пн. ш. 73°36′26″ зх. д. / 45.55361° пн. ш. 73.60722° зх. д. | 15,6 м             | 16 червня 1986  |        |
| «Фабре»                     | «Fabre»                  |                                               | 45°32′52″ пн. ш. 73°36′07″ зх. д. / 45.54778° пн. ш. 73.60194° зх. д. | 13 м               | 16 червня 1986  |        |
| «Жан-Талон»                 | «Jean-Talon»             | Помаранчева лінія                             | 45°32′20″ пн. ш. 73°36′51″ зх. д. / 45.53889° пн. ш. 73.61417° зх. д. | 18,6 м / 23,8 м    | 16 червня 1986  |        |
| «Де Кастельнау»             | «De Castelnau»           |                                               | 45°32′07″ пн. ш. 73°37′12″ зх. д. / 45.53528° пн. ш. 73.62000° зх. д. | 11,7 м             | 16 червня 1986  |        |
| «Парк»                      | «Park»                   |                                               | 45°31′49″ пн. ш. 73°37′26″ зх. д. / 45.53028° пн. ш. 73.62389° зх. д. | 15,1 м             | 15 червня 1987  |        |
| «Акадї»                     | «Acadie»                 |                                               | 45°31′24″ пн. ш. 73°37′24″ зх. д. / 45.52333° пн. ш. 73.62333° зх. д. | 16,5 м             | 28 березня 1988 |        |
| «Оутремонт»                 | «Outremont»              |                                               | 45°31′13″ пн. ш. 73°36′54″ зх. д. / 45.52028° пн. ш. 73.61500° зх. д. | 13,8 м             | 4 січня 1988    |        |
| «Едуард Монтпетіт»          | «Édouard-Montpetit»      |                                               | 45°30′36″ пн. ш. 73°36′45″ зх. д. / 45.51000° пн. ш. 73.61250° зх. д. | 16,6 м             | 4 січня 1988    |        |
| «Монреальський університет» | «Université-de-Montréal» |                                               | 45°30′12″ пн. ш. 73°37′03″ зх. д. / 45.50333° пн. ш. 73.61750° зх. д. | 5,4 м              | 4 січня 1988    |        |
| «Кот-де-Нейджес»            | «Côte-des-Neiges»        |                                               | 45°29′48″ пн. ш. 73°37′24″ зх. д. / 45.49667° пн. ш. 73.62333° зх. д. | 17,6 м             | 4 січня 1988    |        |
| «Сноудон»                   | «Snowdon»                | Помаранчева лінія (кросплатформова пересадка) | 45°29′08″ пн. ш. 73°37′41″ зх. д. / 45.48556° пн. ш. 73.62806° зх. д. | 19,5 м / 24,6 м    | 4 січня 1988    |        |

## Галерея

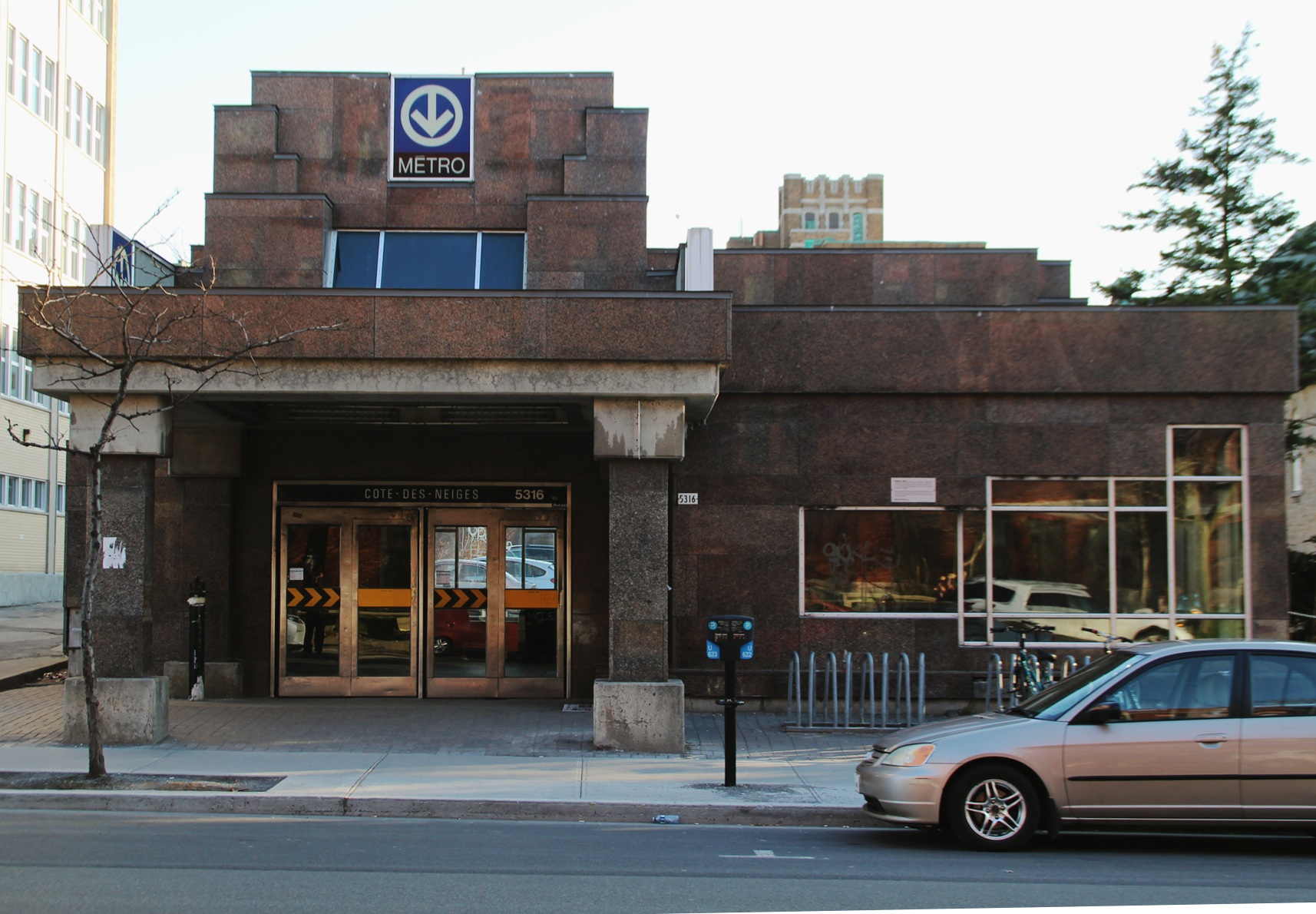
Вихід зі станції «Кот-де-Нейджес»
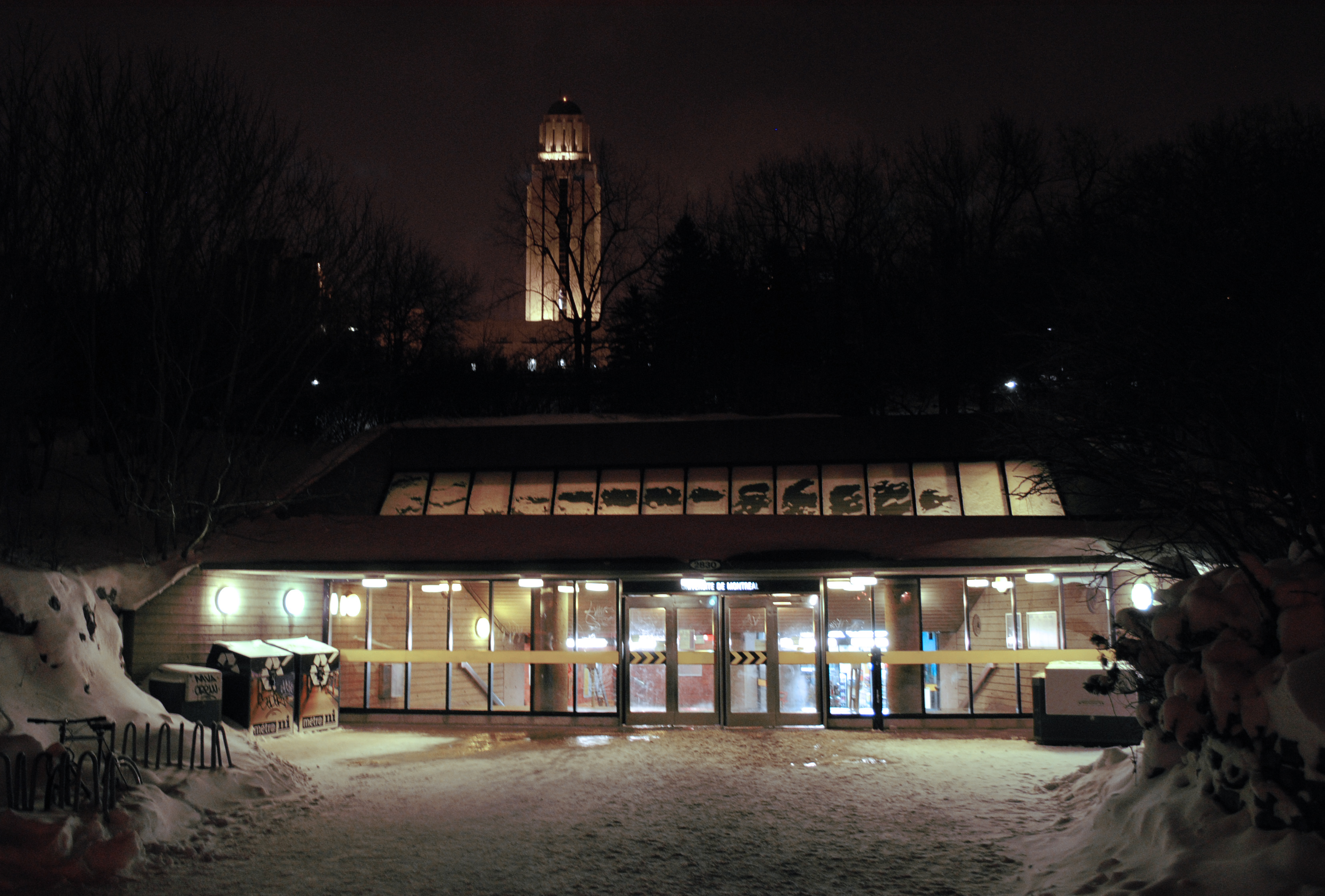
Вихід зі станції «Монреальський університет» взимку